# 유종철
유종철(1950년~2024년 4월 6일)는 대한민국의 군인으로, 베트남 전쟁에서 포로가 되었다가 귀환한 인물이다.

## 생애
수도사단(맹호부대) 소속으로 베트남 전쟁에 참전하였고 1972년 4월 안케패스 전투에서 베트콩에게 포로가 되었다
1973년 3월 포로 석방으로 귀환하였다.
2024년 4월 6일 사망하였고 국립서울현충원 안장 관련 논란이 있었으나 2024년 6월 21일 국립서울현충원에 안장되었다.

## 관련 문서
- 베트남 전쟁의 대한민국 국군 포로
- 박정환

## 참고 자료
- 유종철 일병 베트콩 억류기
- 죽었다 살아온 유종철 일병, 어이없는 호적의 모습 - 꼬리에 꼬리를 무는 그날이야기